# Olivier Kemen
Olivier Kemen, né le 20 juillet 1996 à Douala, est un footballeur international camerounais qui évolue au poste de milieu de terrain à İstanbul Başakşehir.

## Biographie

### Carrière en club
Formé au FC Metz, il rejoint l'Angleterre et Newcastle United en 2013. Après deux saisons avec la réserve du club anglais, il rejoint l'Olympique lyonnais en signant un contrat de cinq ans. Il dispute son premier match en Ligue 1 contre le Paris Saint-Germain en effectuant une entrée en jeu en cours de match. Il rejoint en 2017, lors du mercato hivernal, le Gazélec Ajaccio pour un prêt d'une demi-saison. Lors du mercato estival de la même année, il retourne au Gazélec Ajaccio pour un nouveau prêt, d'une saison cette fois-ci. Il y jouera 45 matches pour 8 buts inscrits. Au mois de juillet 2019, il signe un contrat de trois ans avec Niort.

### Carrière internationale

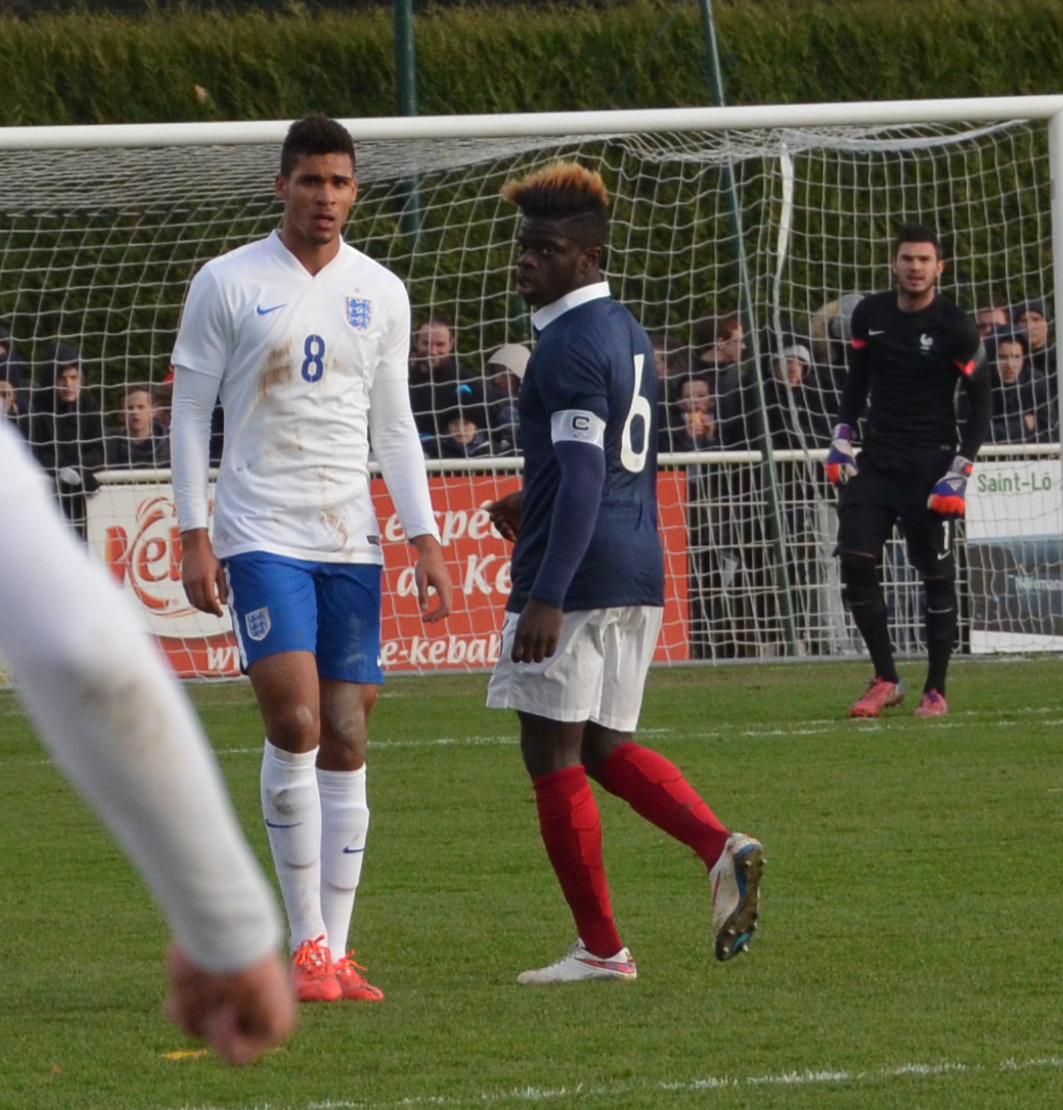
Olivier Kemen lors du match opposant la France à l'Angleterre pour les qualifications du championnat d'Europe de football des moins de 19 ans 2015.

#### Avec les équipes de France jeunes
Avec les moins de 19 ans, il participe au championnat d'Europe des moins de 19 ans en 2015. Lors de cette compétition, il joue trois matchs, en officiant comme capitaine. Il joue à cet effet contre l'Ukraine, la Grèce, et l'Espagne. La France atteint les demi-finales de ce tournoi.
Il reçoit un total de 13 sélections avec les moins de 19 ans, marquant un but.

#### Avec le Cameroun
Le 28 décembre 2023, il est retenu dans la liste des vingt-sept joueurs camerounais sélectionnés par Rigobert Song pour disputer la Coupe d'Afrique des nations 2023.

## Statistiques
| Saison                | Club                  | Championnat           | Championnat | Championnat | Championnat | Coupe nationale | Coupe nationale | Coupe nationale | Coupe de la Ligue | Coupe de la Ligue | Coupe de la Ligue | Total | Total | Total |
| Saison                | Club                  | Division              | M.          | B.          | P.d.        | M.              | B.              | P.d.            | M.                | B.                | P.d.              | M.    | B.    | P.d.  |
| 2015-2016             | Olympique lyonnais    | Ligue 1               | 2           | 0           | 0           | -               | -               | -               | -                 | -                 | -                 | 2     | 0     | 0     |
| 2016-2017             | Olympique lyonnais    | Ligue 1               | 2           | 0           | 0           | -               | -               | -               | -                 | -                 | -                 | 2     | 0     | 0     |
| Sous-total            | Sous-total            | Sous-total            | 4           | 0           | 0           | -               | -               | -               | -                 | -                 | -                 | 4     | 0     | 0     |
| 2016-2017             | GFC Ajaccio (prêt)    | Ligue 2               | 16          | 4           | 2           | -               | -               | -               | -                 | -                 | -                 | 16    | 4     | 2     |
| 2017-2018             | GFC Ajaccio (prêt)    | Ligue 2               | 26          | 3           | 3           | -               | -               | -               | 2                 | 0                 | 0                 | 28    | 3     | 3     |
| Sous-total            | Sous-total            | Sous-total            | 42          | 7           | 5           | -               | -               | -               | 2                 | 0                 | 0                 | 44    | 7     | 5     |
| 2019-2020             | Chamois niortais      | Ligue 2               | 27          | 2           | 1           | 2               | 0               | 0               | 2                 | 0                 | 0                 | 31    | 2     | 1     |
| 2020-2021             | Chamois niortais      | Ligue 2               | 10          | 3           | 1           | -               | -               | -               | -                 | -                 | -                 | 10    | 3     | 1     |
| Sous-total            | Sous-total            | Sous-total            | 37          | 5           | 2           | 2               | 0               | 0               | 2                 | 0                 | 0                 | 41    | 5     | 2     |
| Total sur la carrière | Total sur la carrière | Total sur la carrière | 83          | 12          | 7           | 2               | 0               | 0               | 2                 | 0                 | 0                 | 87    | 12    | 7     |

## Vie privée
En 2016, Kemen se marie à Betty Richoux. En 2021, Kemen est chrétien et père de trois enfants. 

## Philanthropie
Kemen a une association, Yahdon, qui vient aux plus démunies notamment les femmes veuves, les femmes bloquées en maternité au Cameroun.